# Braunschweig International Film Festival

Logo des Braunschweig International Film Festivals

Das Braunschweig International Film Festival (bis 2018 Internationales Filmfest Braunschweig) fand erstmals 1987 statt und ist damit das älteste regelmäßig stattfindende Filmfestival Niedersachsens. 2024 hatte es rund 23.00 Besucher. Träger ist der Internationales Filmfest Braunschweig e. V.
Immer Anfang November lockt das Publikumsfestival an sechs Tagen mit über 200 Filmen aller Genres das Publikum in die Kinos. Der Schwerpunkt des Programms liegt auf aktuellen europäischen Produktionen und auf Filmmusik. Zu den Spielstätten gehören das „ASTOR Filmtheater“, das „Universum Filmtheater“ und der „Rote Saal im Schloss“.
Das 38. Braunschweig International Film Festival fand vom 11. November bis zum 17. November 2024 statt. Insgesamt wurden 210 Filme, darunter sechs Weltpremieren und 51 Deutschlandpremieren gezeigt. Verstärkt wurden die zahlreichen Vorstellungen durch ein umfangreiches Rahmenprogramm.
Langjähriger Hauptsponsor ist der in Braunschweig ansässige Finanzdienstleister Volkswagen Financial Services AG.

## Geschichte
1987 wurde das Filmfest von 20 Hochschulstudenten, Absolventen der Filmklasse und Mitgliedern der „Filmkoop“ gegründet. Grund war die Unzufriedenheit mit dem damaligen Angebot an Kinofilmen.
Das erste eigene Programm wurde basisdemokratisch, ehrenamtlich und mit großem Enthusiasmus zusammengestellt. So entstand das „Filmfest Braunschweig“. Das Braunschweig International Film Festival gilt als das älteste Filmfestival Niedersachsens, ein Publikumsfestival mit rund 27.500 Besuchern, darunter auch ca. 300 Fachbesucher wie Regisseure, Schauspieler, Produzenten, Komponisten und Journalisten. Auf sechs Leinwänden zeigt das Festival an sechs Tagen ca. 248 Lang- und Kurzfilme.

## Reihen
- Die EUROPA mit ausgewählten Filmen den EUROPA-Preisträger, der für seine langjährigen herausragenden darstellerischen Leistungen und Verdienste um die europäische Filmkultur ausgezeichnet wird.
- Hauptwettbewerb mit allen Filmen, die für den HEINRICH sowie den Volkswagen Financial Services Filmpreis nominiert sind.
- Neues Internationales Kino
- Internationale Dokumentarfilme
- Neue Deutschsprachige Filme
- Sound on Screen – Festival Edition
- „… at midnight“, eine jährlich wechselnde Genre-Filmreihe
- „Green Horizons“ mit Filmen zum Thema Nachhaltigkeit
- HEIMSPIEL mit Filmen von regionalen Filmemachern, Produktionen, die in der Region um Braunschweig gedreht wurden oder einen anderen regionalen Bezug aufweisen
- zahlreiche Kurzfilmprogramme
- Kinder- & Jugendfilme
- Filmreihe mit jährlich wechselndem Fokus (2023: Focus on Animation)
- Programme der Filmklassen der Hochschule für Bildende Künste Braunschweig (HBK), Ostfalia Hochschule für angewandte Wissenschaften, Universität Hildesheim sowie der Hochschule Hannover.
- eine jährlich wechselnde Reihe mit verschiedenen Kooperationspartnern wie beispielsweise dem Städtischen Museum Braunschweig
- Wettbewerbe und Preise

## Wettbewerbe und Preise
Das Braunschweig International Film Festival vergibt zehn Preise: im Gesamtwert von 68.000 Euro.
- Die EUROPA: Seit 2007 zeichnet das Braunschweig International Film Festival mit dem Europäischen Schauspielpreis Die EUROPA Schauspieler für ihre langjährigen herausragenden darstellerischen Leistungen und ihre Verdienste um die europäische Filmkultur aus. Mit der Auszeichnung ist ein Preisgeld von 25.000 Euro verbunden, welches der Hauptsponsor des Festivals, Volkswagen Financial Services, stiftet und 2021 um 5.000 Euro erhöht hat. Die Preisträgerin war 2023 Cécile de France:[6]
  - 2007 – Hanna Schygulla
  - 2008 – Bruno Ganz
  - 2009 – John Hurt
  - 2010 – Stellan Skarsgård
  - 2011 – Isabelle Huppert
  - 2012 – Olivier Gourmet
  - 2013 – Barbara Sukowa
  - 2014 – Mads Mikkelsen
  - 2015 – Carmen Maura
  - 2016 – Brendan Gleeson
  - 2017 – Nina Hoss
  - 2018 – Sandrine Bonnaire
  - 2019 – Mario Adorf
  - 2021 – Sebastian Koch[7][8]
  - 2022 – Senta Berger
  - 2023 – Cécile de France
  - 2024 – Udo Kier
- Der HEINRICH & Volkswagen Financial Services Filmpreis: Im Hauptwettbewerb steht das junge europäische Kino im Mittelpunkt. Zehn aktuelle europäische Debüt- & Zweitfilme konkurrieren sowohl um den Publikumspreis Der HEINRICH als auch um den Volkswagen Financial Services Filmpreis, den eine dreiköpfige Jury vergibt. Beide Preise unterstützt der Hauptsponsor Volkswagen Financial Services mit jeweils 10.000 Euro.
- ECHT: Mit dem queeren Filmpreis ECHT zeichnet das BIFF lesbisches, bisexuelles, schwules, trans*, inter, queeres und asexuelles Filmschaffen aus. Der Jurypreis ist mit 2.500 Euro dotiert und wird vom Verein für sexuelle Emanzipation e. V. gestiftet.
- Green Horizons Award: Der Green Horizons Award wird an den besten Film zum Thema Nachhaltigkeit verliehen. Der mit einem Preisgeld von 2.500 Euro dotierte Jurypreis wird gesponsert von der AGIMUS GmbH, ALBA Braunschweig GmbH, HOFFMANN Maschinen und Apparatebau GmbH und oeding print GmbH.
- Die TILDA: Seit 2019 stehen acht internationale Produktionen im Wettbewerb um Die TILDA. Der Jurypreis hat zum Ziel, eine Nachwuchsregisseurin und ihr filmisches Schaffen sichtbar zu machen. Den mit 6.000 Euro dotierten Jurypreis stiften 75 Frauen der Braunschweiger Stadtgesellschaft.[9]
- Braunschweiger Filmpreis: Ebenfalls dem Nachwuchs gewidmet ist der mit 5.000 Euro dotierte Braunschweiger Filmpreis, eine Auszeichnung für den besten deutschsprachigen Nachwuchsschauspieler. Der Preis wird von den Braunschweiger Filmfreunden gestiftet, einer Gruppe von etwa 30 kultur- & filmbegeisterten Braunschweigern.
- Heimspiel Preis: Des Weiteren vergibt das BIFF den mit 2.500 Euro dotierten Heimspiel Preis für den besten Film mit regionalem Bezug und macht dabei auf regionales Filmschaffen aufmerksam. Sponsor des Heimspiel Preises ist seit 2023 die Braunschweiger Zeitung.
- KINEMA: Eine Jury aus sechs jungen deutschen und französischen Jugendlichen vergibt den Deutsch-Französischen Jugendpreis KINEMA für den besten Debüt- oder Zweitfilm aus dem deutsch- oder französischsprachigen Raum. Das Land Niedersachsen, das Deutsch-Französische Jugendwerk, die Académie de Rouen in der Normandie, die Friedrich-Walz-Stiftung, das Institut français sowie der Kinema e. V. unterstützen den mit 2.500 Euro dotierten Filmpreis.
- Die EDDA: Seit 2022 wird der Kurzfilmpreis Die EDDA verliehen. Sieben internationale Kurzfilme gehen ins Rennen um die mit 2.000 Euro dotierte Auszeichnung. Den Gewinnerfilm kürt das Publikum. Die EDDA wird gestiftet von der Stiftung Braunschweiger Land.